# 蘇佩秋
蘇佩秋（英語：Pamela Jo Howell Slutz，1949年1月13日—），美國外交官，誕生於芝加哥，曾任美國駐蒲隆地大使，為第一位女性出身的美國駐蒙古大使，於美國在台協會台北辦事處副處長任內，亦成為第一位暫代處長職務的女性，離台後獲頒紫色大綬景星勳章。蘇佩秋大使通曉法語、印尼語及中文。

## 學歷
- 1970年：霍林斯大學（英语：Hollins University）政治學學士[3]
- 1972年：夏威夷大學亞洲研究暨政治學碩士[3]

## 經歷
- 1981年—1982年：國務院亞太局韓國事務處[3]
- 1982年—1984年：美國駐薩伊大使館[3]
- 1984年—1987年：美國駐印尼大使館（英语：Embassy of the United States, Jakarta）[3]
- 1987年—1989年：美國對蘇聯核武暨太空談判代表團團員[7]（駐瑞士日內瓦[3]）
- 1990年—1994年：美國駐上海總領事館[8]
- 1995年—1997年：國務院亞太局中國、蒙古事務處副處長[7]
- 1997年—1999年：國務院亞太局區域安全政策處長[7]
- 1999年—2001年：美國駐印尼大使館政治處長[7]
- 2001年—2003年：美國在台協會台北辦事處副處長[3]
  - 2001年—2002年：代理處長[6]
- 2003年—2006年：美國駐蒙古大使[2]
- 2006年—2009年：美國駐肯亞大使館（英语：Embassy of the United States, Nairobi）副館長[8]
- 2009年—2012年：美國駐蒲隆地大使[2]